# Силезские Бескиды
Силе́зские Бески́ды (пол. Beskid Śląski, сил. Ślůnski Beskid) — горный массив в южной части Силезского воеводства Польши, часть Западных Бескид, с наивысшими точками — Шкшичне (1257 метра) и Баранья гора (1220 метров).

## Описание
Массив состоит из двух горных хребтов, разделённых долиной реки Висла. Сложен, в основном, из песчаника, часто обнажённого. Склоны хребтов покрыты буковыми и хвойными лесами.
Здесь также очень много пещер, самые протяжённые из которых: Висляньская — 2073 метра, и Мехарская — 1808 метров.
На территории Силезских Бескид расположен одноименный ландшафтный парк.
Рядом с городками Висла и Щирк расположены горнолыжные трассы.

## Фотогалерея

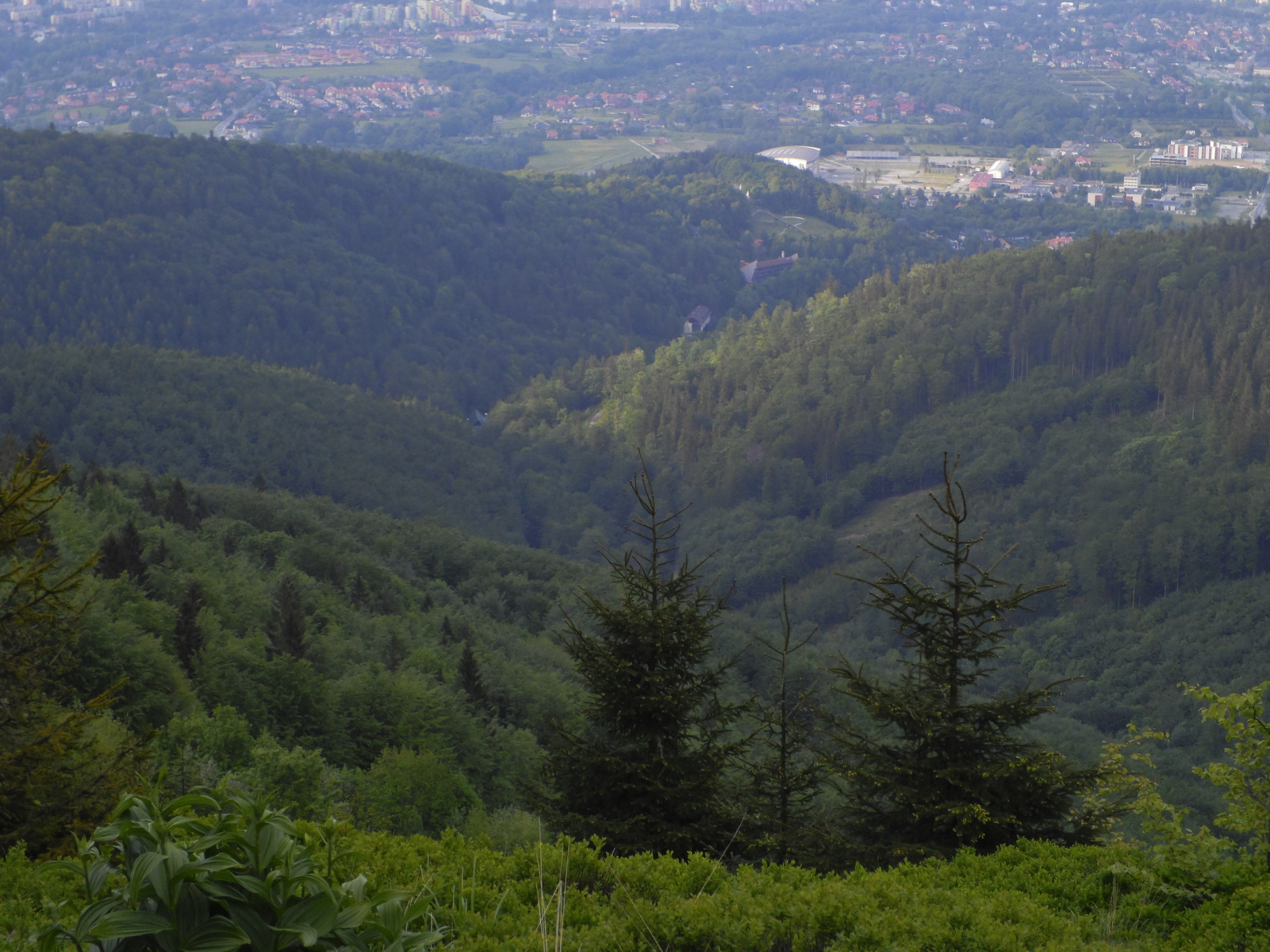
город Бельско-Бяла
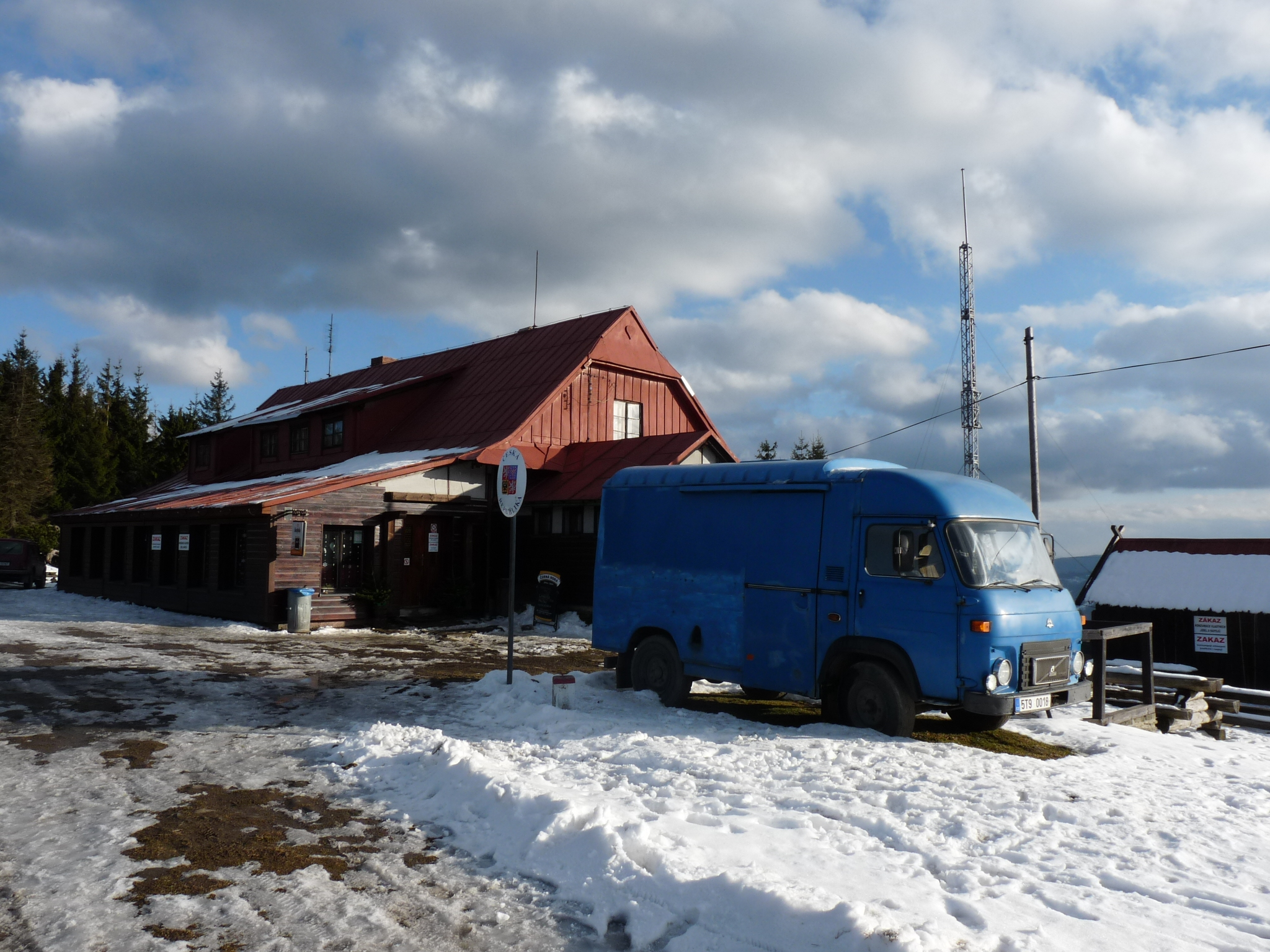
хостел в горах
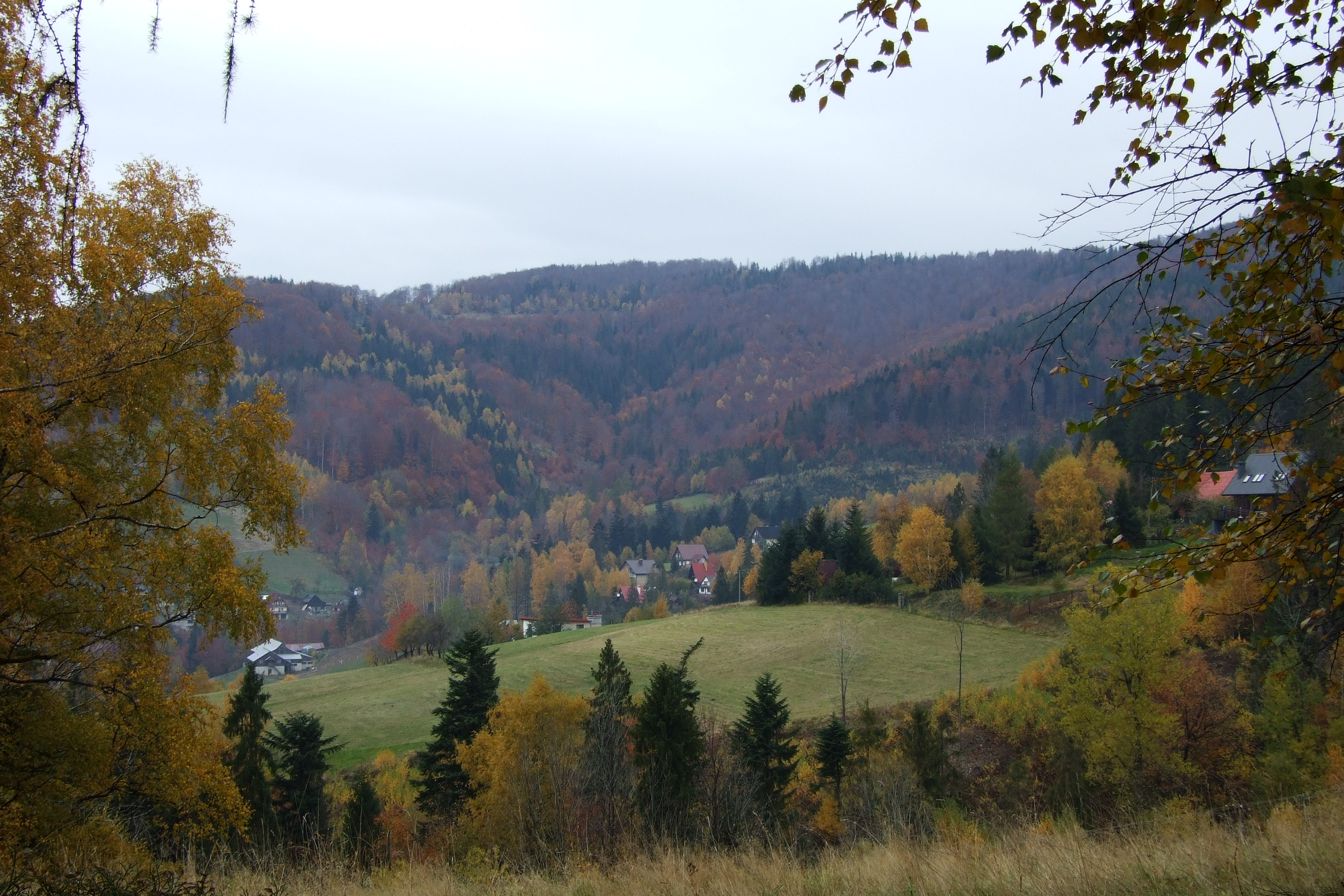
деревня Блатня[пол.]
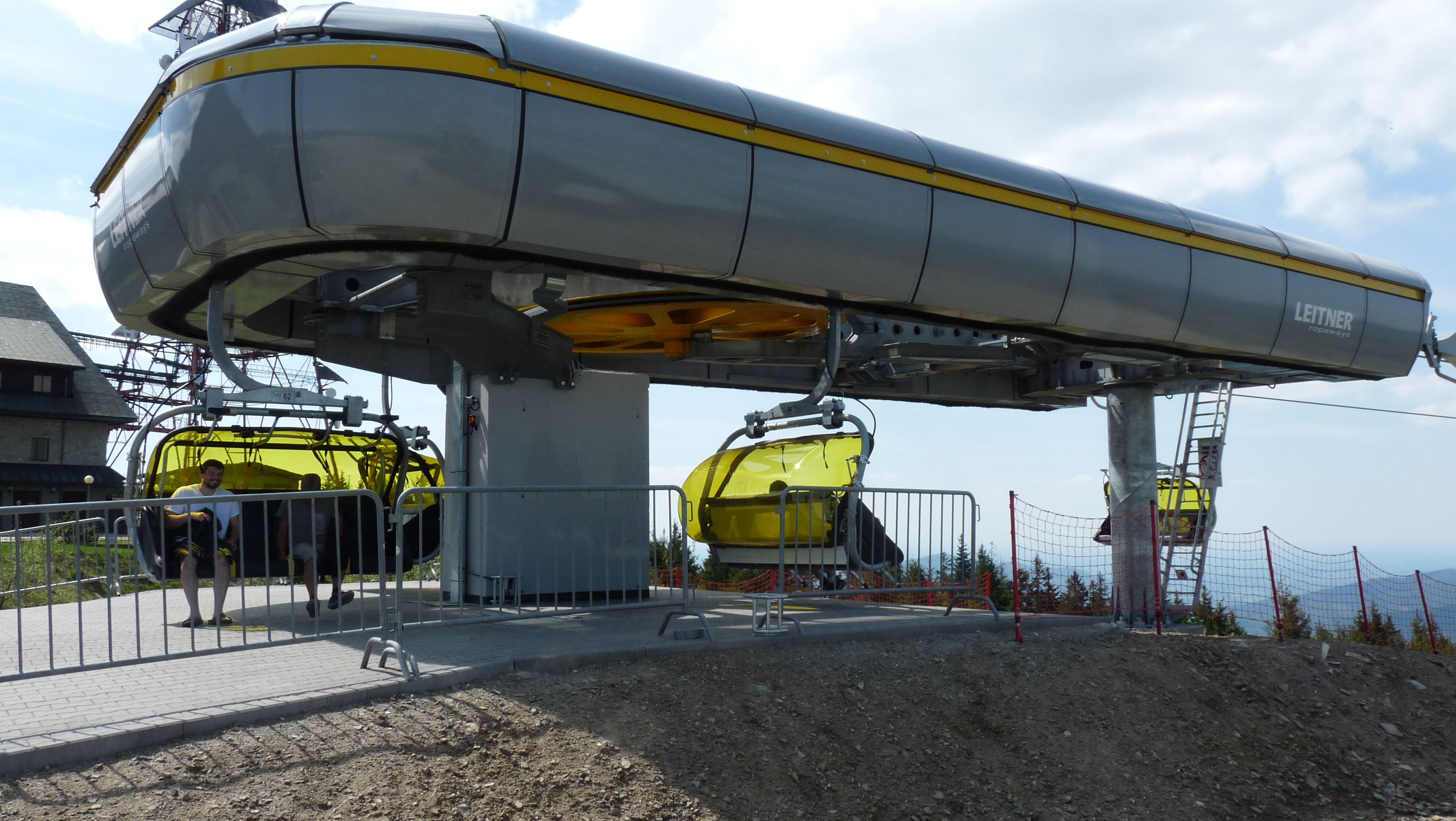
верхняя станция подъёмника